# Méthode des incidents critiques
La méthode des incidents critiques est une technique qualitative d'interview qui facilite l’étude d’événements significatifs (incidents, processus, ou questions) identifiés par la personne impliquée dans ces évènements, la façon avec laquelle ils sont gérés, et les effets en termes d'affects perçus. L'objectif est de mieux comprendre l'incident du point de vue de l'individu, en tenant compte des éléments cognitifs, affectifs et comportementaux (Chell, 1998).
Elle fut décrite pour la première fois par John C. Flanagan en 1954. La méthode consiste à décrire un bref épisode, un incident, qui se traduit par un malentendu ou un conflit entre deux personnes à cause de leur différence culturelle. Cet épisode comporte des faits, des sentiments et, le cas échéant, les comportements des acteurs concernés. Cette technique vise à permettre chez les participants de prendre conscience de leurs attitudes déterminées culturellement et de leurs interprétations du comportement des autres personnes.Le but de l’exercice est de comprendre, durant une session de debriefing, pourquoi la mésentente et le conflit ont eu lieu.
Plusieurs auteurs utilisent cette méthode comme outil de formation (Bennett, 1995; Dant, 1995; Pedersen, 1995; Wight, 1995).
Margalit Cohen-Emerique (1984) revisite ce concept qu’elle appelle aussi « méthode des chocs culturels » et l’adapte aux professionnels du champ de l’interculturel.

## Historique
Les fondations de la méthode des incidents critiques ont été posées par Sir Francis Galton dans les années 1880. La technique des incidents critiques peut être située dans la continuité des études réalisées dans le cadre du programme de psychologie de l'aviation de l’armée des Forces de l’Air des États-Unis (USAAF) durant la Seconde Guerre mondiale. Ce programme a été créé en 1941 afin d’élaborer des procédures pour la sélection et le classement des équipages. En effet, la première étude menée dans le cadre de ce programme concernait l’analyse des raisons qui ont conduit à l’échec de 1000 candidats de l’école de formation de pilotage en 1941. Il en ressortait que la plupart des raisons données par les instructeurs de pilotage étaient des clichés et des stéréotypes. Cette étude a fourni la base pour le programme de recherche sur la sélection des pilotes.
La méthode a eu un succès tel qu’elle a pu être développée après la Seconde Guerre Mondiale.
À la fin de la Seconde Guerre mondiale certains des psychologues qui avaient participé au programme de psychologie de l'aviation USAAF ont créé l'Institut américain pour la recherche. Le but de cette organisation est l'étude systématique du comportement humain à travers un programme coordonné de recherche scientifique qui suit les mêmes principes généraux développés dans le programme de psychologie de l'aviation.
L'Université de Pittsburgh a également mené un grand nombre d’études en s’inspirant de la méthode.
John C. Flanagan (1954), fut le premier à parler de « méthode des incidents critiques ».

## Méthode des incidents critiques: théorie générale

### La méthode
La méthode des incidents critiques de Flanagan permet de collecter, d’analyser, de regrouper et de classer le comportement humain. Cette approche demande à une personne de raconter une histoire au sujet d'une expérience qu'elle a vécue. Ensuite, les données sont analysées selon deux plans : le cadre de référence général dans lequel les incidents critiques sont décrits et le développement des catégories et sous-catégories de ces incidents critiques. Ainsi, les éléments de l’histoire seront ensuite soigneusement examinés pour identifier les catégories de données qui résument et décrivent les incidents (Grove et Fisk, 1997; Stauss, 1993).
La méthode des incidents critiques de Flanagan (1954) doit être considérée comme un ensemble flexible de principes qui doit être modifié et adapté pour répondre à la situation spécifique qui est présentée.
Cette méthode comporte cinq étapes: 
- Détermination de l'objectif général
- Précision du plan et des instructions
- Collecte des données
- Analyse des données
- Interprétation et résultats

#### Objectif général
Selon Flanagan, avant d’engager tout travail d’analyse, il faut préciser le but de l’activité étudiée ainsi que ses objectifs généraux. Dans sa forme la plus simple, la description fonctionnelle d’une activité précise ce qu’il faut faire et ne pas faire pour que cette activité soit considérée comme étant efficace ou inefficace. Il est donc impossible de rendre compte de l’efficacité ou non d’un comportement lors d’une activité particulière si l’objectif de cette activité n’est pas prédéfini.

#### Plan et instructions
Des instructions précises doivent être données aux observateurs afin de pouvoir attirer leur attention sur certains aspects particuliers du comportement. Il est nécessaire que ces instructions soient les plus précises possibles en ce qui concerne les normes qui seront utilisées dans l’évaluation et la classification des comportements. Le groupe étudié doit lui aussi être précisé.
Selon Flanagan, afin d'assurer une certaine objectivité, il est nécessaire que les observateurs indépendants suivent le même ensemble de règles claires et précises. 
Ainsi, avant de recueillir des données, Flanagan suggère de rendre explicite les éléments suivants:
1. Les situations observées : cette consigne doit inclure des informations concernant le lieu, les personnes, les conditions et les activités.
2. La pertinence de l'objectif général : dans cette étape, il faut décider si le comportement spécifique est pertinent pour l'objectif général de l'activité.
3. L’effet de l’incident critique sur l'objectif général: l’observateur doit encore tenir compte de l’importance de l’effet de l’incident observé sur l’objectif général. L'effet peut être exprimé en termes de contributions positives ou négatives.
4. Les observateurs: un ensemble d’instruction supplémentaire fait référence à la sélection et la formation des observateurs qui doivent établir et rapporter les jugements définis dans les étapes ci-dessus.

#### Collecte des données
Donner des instructions précises va permettre de simplifier, selon Flanagan, la phase de collecte de données. Selon l'auteur, une condition nécessaire pour cette phase est que les comportements ou les résultats observés soient frais dans l’esprit de l’observateur. Par ailleurs, celui-ci doit être motivé pour transmettre des éléments détaillés. Flanagan attire l'attention sur le fait que la mémoire de l’observateur est améliorée si les comportements à observer ainsi que les modalités d’évaluation et de classification sont définies à l’avance.
Flanagan propose quatre procédures afin de récolter les données:
- Les interviews
- Les entretiens de groupe
- Les questionnaires
- Les formulaires d'enregistrement

#### Analyse des données
Pour Flanagan, le but de la phase d'analyse est de résumer et de décrire les données obtenues d'une manière précise afin qu'elles puissent être utilisées efficacement dans les pratiques futures. Ainsi, selon lui, l’objectif est d’accroître l’utilité des données tout en sacrifiant le moins possible de leur exhaustivité, leur spécificité et leur validité. Le prélèvement d'un échantillon important d'incidents est nécessaire pour fournir une description fonctionnelle de l'activité en termes de comportements spécifiques.

#### Interprétation et résultats
Flanagan nous apprend qu'il n'est jamais possible en pratique d'obtenir une solution idéale pour chacun des problèmes liés à une activité. Par conséquent, les exigences imposées doivent être interprétées pour pouvoir être utilisées correctement. Dans de nombreux cas, les erreurs réelles ne sont pas faites dans la collecte et l’analyse des données, mais dans l’incapacité à interpréter correctement ces données.

### Champs d'application
La méthode des incidents critiques a été appliquée dans de nombreux domaines.
Les premières applications de cette méthode se sont développées après la Seconde Guerre Mondiale, notamment dans le domaine de l’industrie.
Flanagan (1954) cite différents secteurs d'activité dans lesquels sa méthode a été appliquée: la recherche des critères de performance, la formation, la détermination de standards de compétence, la sélection et la classification, la description de poste, la création de procédure, la conception d’équipements, la motivation et le leadership, le counseling et la thérapie.
Cette méthode continue à être utilisée et transposée dans des domaines tels que : 
- L'étude de marché : Bitner, Booms, and Tetreault (1990)[13] ont investigués les sources de satisfaction et d’insatisfaction des clients vis-à-vis d’une relation de service. À la suite de cet article, près de 200 études sur les incidents critiques ont été menées dans le champ du marketing[14].
- La sélection du personnel : une série de tests appelé « Flanagan aptitude classification tests » a été établie en fonction des regroupements d’incidents critiques en « élément de travail ». Dans l’étude du travail, cette méthode constitue une source d’information très utile (Bacher & al., 1955)[15].
- La santé mentale : la méthode des incidents critiques a été utilisée afin de recueillir des données concernant la perception des patients sur le déroulement de leur séjour en psychiatrie. Ainsi, des domaines de satisfaction et d’insatisfaction vécus et formulé par les patients ont pu être identifiés (C. Pourin & al., 2001)[16].
- La danse : la méthode a pu être appliquée à la danse. Elle a permis de cerner l’efficacité des feed-back de correction en danse moderne[17].
- L'interculturel : la méthode a aussi été appliquée pour mettre en avant les différences culturelles entre individus. Les malentendus sont ainsi expliqués en termes culturels (Sorti, 1994)[18]. L'illustration de cette application que nous donne Sorti (1994) concerne le feed-back de l'évaluation des performances de routine donnée par un manager américain à un employé de culture du Moyen-Orient. Le responsable utilisait une approche standard en listant les points forts et faibles de l'employé. Lors de cet échange, le travailleur a été fortement offensé, bien que la motivation du superviseur était d'aider l'employé à être plus efficace. La description de la situation mettait en avant que dans les sociétés du Moyen-Orient, la honte ou la perte de la face en public devait être évitée, et si cela n'était pas possible, les critiques devaient être exprimées discrètement ou indirectement. Dans de telles circonstances, il est recommandé au superviseur de passer la plupart de l'interview en mettant en avant les points forts de l'employé et de présenter de manière superficielle les lacunes. Ainsi, l'employé aura compris ce qui aura été dit, mais l'honneur sera préservé[18].

### Avantages et inconvénients de la méthode

#### Avantages
En plus du fait d’être une méthode qui peut s’appliquer à différents champs, la méthode des incidents critiques comporte de nombreux avantages. 
- Les données recueillies expriment le point de vue de la personne impliquée dans l’incident critique et sont présentées selon ses propres mots[19]. Lors d'une interview, la personne est tout simplement invitée à se rappeler des événements spécifiques. Chaque personne peut utiliser ses propres termes et sa propre langue[20]. Ainsi, la méthode des incidents critiques est une méthode de recherche intéressante, car elle ne restreint pas les observations à un ensemble limité de variables ou d'activités[21].
- Ce type de recherche est, par nature, inductive[19]. Par conséquent, la méthode est particulièrement utile:
  - lorsque le sujet de recherche a été peu documenté[10],
  - en tant que méthode exploratrice afin d’accroître les connaissances sur un phénomène peu connu, ou
  - lorsqu’une compréhension approfondie est nécessaire pour décrire ou expliquer un phénomène[13].
- La méthode des incidents critiques peut fournir un ensemble de données très riche[22], notamment pour des expériences inédites[23].
- La méthode des incidents critiques est particulièrement bien adaptée pour l'évaluation de la perception des clients de différentes cultures[24]. Dans leur étude, Ruyter, Perkins, et Wetzels (1995)[25] ont qualifié la méthode des incidents critiques de «méthode culturellement neutre» qui invite les consommateurs à partager leurs perceptions sur une question, plutôt que d'indiquer leurs perceptions à des questions initiées par un chercheur. En particulier, ils soutiennent que cette méthode est une technique moins liée à la culture que les enquêtes traditionnelles, il n'y a pas, selon eux, de détermination a priori de ce qui sera important.

#### Inconvénients
Bien que les avantages de l'utilisation de la méthode des incidents critiques soient considérables, la méthode a également essuyé des critiques. 
- Cette méthode a été critiquée sur les questions de la fiabilité et de la validité[26].
- En particulier, les récits rapportés par les participants peuvent être mal interprétés ou mal compris (Edvardsson, 1992[19]; Gabbott & Hogg, 1996[22]). De même, des problèmes peuvent survenir à la suite d’une ambiguïté associée à la catégorie et aux règles de codage au sein d'une étude particulière[27].
- La méthode des incidents critiques est une méthode de recherche naturellement rétrospective. Ainsi, elle a été critiquée sur sa méthodologie qui peut être faussée par le biais de rappel (Michel, 2001[28]). De même, la méthode des incidents critiques peut entraîner d'autres biais indésirables, tels que les trous de mémoire (Singh & Wilkes, 1996[29]). En effet, d’une part, la méthode s'appuie sur des événements dont le participant doit se souvenir, et d’autre part, elle exige le rappel exact et véridique de ces évènements. Un incident peut avoir eu lieu quelque temps avant la collecte des données, ainsi, la description peut conduire le participant à réinterpréter l’incident[30].
- La nature du processus de collecte des données de cette méthode demande aux participants de fournir une description détaillée de ce qu'ils considèrent être des incidents critiques. Toutefois, les participants peuvent ne pas être habitués ou ne pas vouloir prendre le temps de dire (ou écrire) une histoire complète lors de la description d'un incident critique (Edvardsson & Roos, 2001[31]).

## Une application particulière: la méthode des chocs culturels

### Notions fondamentales

#### L’interaction sociale
Argyle et Kendon (en) (1967) ont été parmi les premiers à suggérer que le comportement social des personnes en interaction constitue une compétence organisée. Les désaccords interpersonnels apparaissent lorsque ces compétences échouent ou n’ont pas été initiées dès le début. La recherche a identifié quelques-unes des compétences interpersonnelles qui ne sont pas présentes chez les personnes socialement incompétentes ou qui sont mises en œuvre de manière insatisfaisante. Parmi celles-ci, les éléments interactifs qui régulent les contacts sociaux, en particulier les aspects non verbaux de l'interaction sociale sont les plus saillants.
Il existe des preuves empiriques qui indiquent que l'énumération des éléments de l'interaction sociale (comportement, ressentie, communication, etc) varient selon les cultures (Argyle, 1982 ; Brislin, 1993; Furnham, 1979; Hall, 1959; Hall & Beil-Warner, 1978; Leff, 1977), en particulier, la crainte de la communication interculturelle, ou l'anxiété qui peut être suscité par l'interaction avec des personnes culturellement différentes (Gudykunst, 1995; Neuliep & Ryan, 1998).

#### La rencontre interculturelle
Il y a différentes façons de conceptualiser les interactions sociales problématiques. Une première approche (Argyle, 1982; Bochner, 1982) a été de considérer les contacts sociaux infructueux comme des exemples de l'échec de la communication verbale et de la communication non verbale. La principale constatation de cette recherche est que le problème majeur de telles rencontres est l'échange erroné d'information et d'affects. Du point de vue de l'expéditeur, les messages peuvent ne pas avoir atteint le récepteur ou, si c’était le cas, ils peuvent être confus, déformés et ne pas être complets. Du point de vue du récepteur, les messages peuvent avoir été difficiles à interpréter, ambigus et, dans les cas plus extrêmes, offensants. Et puisque les récepteurs sont également expéditeurs, la spirale de la mauvaise communication peut rapidement évoluer vers un cercle vicieux d'incompréhension.

#### Différences interculturelles et communication
Les éléments de communication verbale et non verbale ont une importance centrale dans les effets et la dynamique du contact culturel parce que la plupart de ces processus varient entre les groupes culturels et ethniques. Concrètement, l’échec des interactions sociales conduit à des perceptions erronées, des stéréotypes négatifs et des désaccords entre les groupes. Par ailleurs, leur fréquence augmente avec la distance culturelle qui sépare les participants (Torbiorn, 1994 ; Ward & Kennedy, 1999).
La recherche nous montre qu’il y a des différences culturelles systématiques lorsque les gens envoient et reçoivent de l’information, des attentes et des émotions. Une dimension par rapport à laquelle les membres de différentes cultures varient est la préférence pour les communications à contexte riche ou pauvre. Les membres de cultures à contexte pauvre transmettent l’information directement et comptent beaucoup sur la communication verbale. Les membres de cultures à contexte riche transmettent de l'information limitée dans des messages codés; ils sont plus susceptibles d'être influencés par des indices situationnels et communiquent de façon indirecte et souvent ambigüe. D'autres dimensions importantes de la variabilité interculturelle font référence notamment à l'importance de la gestion de la face (Ting-Toomey, 1988). Cette théorie tente de cerner les différences interculturelles dans la manière de gérer les conflits. Quatre prémisses guident la théorie de Ting-Toomey (Oetzel & Ting-Toomey, 2003) :
1. Les gens de toutes les cultures essayent de négocier et maintenir la face dans toutes les situations de communication (travail de la face);
2. Le concept de face est surtout problématique dans des situations interpersonnelles vulnérables (comme dans des situations de conflits) et lorsque les identités culturelles des interlocuteurs sont mises en question;
3. la variabilité culturelle, les variables individuelles et les variables situationnelles influencent le type de préoccupation à propos de la face (sauvegarde de la face orienté vers soi versus sauvegarde de la face orienté vers les autres); et
4. par la suite, le souci de la face influence l’utilisation des stratégies de gestion de la face et de gestion de conflit dans des situations d'interaction intergroupe ou interpersonnelles[9]

Lorsque des personnes de cultures différentes se rencontrent, ils sont confrontés à des difficultés à communiquer dans la mesure où leurs « codes » respectifs diffèrent. Il peut même être possible qu’ils ne soient pas conscients de ces différences ce qui est particulièrement problématique. Lorsque deux groupes qui partagent les mêmes formes linguistiques (ou du moins parlent des dialectes mutuellement intelligibles) se rencontrent, les similitudes de la langue peuvent masquer les différences qui peuvent exister dans leurs cultures respectives (Triandis et al., 1972). Ainsi, les participants ne peuvent se rendre compte qu'ils envoient des messages involontaires et déforment les informations qu’ils reçoivent (Witte & Morrison, 1995). Ainsi, lorsqu’un Nord-Américain dit « voudriez-vous bien … » par exemple « écrire un rapport sur les perspectives de ventes d’un produit particulier », ceci n’est pas une question mais bien une manière polie de donner un ordre. Si un employé Australien répond « non », l’Américain pourrait être offensé et l’Australien pourrait perdre son travail. En général, de la même manière que les différences entre les cultures des participants augmentent, les difficultés de communication augmentent aussi (Levy et al., 1997). Ceci est dû en grande partie aux différences concernant les éléments qui sont impliqués et qui régulent le comportement interpersonnel.
Voici quelques exemples d’éléments de la communication interpersonnelle qui sont connus pour différer d’une culture à l’autre et qui influence de manière significative l’efficacité de l’échange d’information :	
- Les codes de politesse : les cultures diffèrent notamment en fonction du fait que les gens sont directs ou indirects, de la manière dont les demandes sont faites, et plus important encore, de la manière dont les demandes sont niées ou refusées[53]. Ainsi, Triandis (1975)[54] relate la manière avec laquelle un visiteur Américain demande à son ami grec l’heure à laquelle il doit arriver chez lui pour diner. Le villageois grec lui répondit « n’importe quand ». En Amérique, l’usage de cette expression doit faire comprendre de manière polie que l’on espère que vous ne viendriez jamais. En Grèce, cette expression signifie que vous êtes le bienvenu à tout moment, parce que dans cette culture, mettre des limites au moment de l’arrivée d’un invité est insultant.
- La résolution de conflits: La manière de négocier diffère aussi d’une culture à l’autre. Pearson et Stephan (1998)[55] ont comparé l’approche américaine et brésilienne de la résolution de conflit. Les participants brésiliens, provenant d’une société collectiviste, préfère un type de négociation qui inclut la considération des intérêts des autres parties. Les participants américains, dont la culture a une orientation individualiste, sont plus enclins à utiliser des stratégies de négociations qui maximisent leur propre intérêt au détriment des autres parties.
- La communication non verbale : Les signaux non verbaux jouent un rôle important dans la communication des attitudes, dans l’expression des émotions et dans le soutien au discours. Ils fournissent aussi un feedback du récepteur vers l’expéditeur et assistent, de manière synchronisée, les interactions verbales en indiquant aux participants le moment de parler, d’écouter et d’interrompre[56]. Bien que la signification de nombreux signaux non verbaux soit universelle, plusieurs varient d’une culture à l’autre. Les éléments de communication qui ont été étudiés pour comparer les cultures comprennent le visage, le regard mutuel, le comportement spatial, le contact corporel et les gestes (Duncan, 1969[57]; Ekman & Friesen, 1972[58]; Mehrabian, 1972[59]; Sommer, 1969[60]). Par exemple, les règles de présentation japonaises n'encourage pas l'utilisation d’expressions faciales négatives[61], ce qui les rend relativement impénétrable pour les membres des cultures à contexte bas qui ont besoin de plus d'éléments verbaux. Les gestes et leur signification varient largement à travers les cultures (Collett, 1982[62] ; Morris et al., 1979[63]). Certains gestes sont utilisés dans une culture et pas dans les autres. Par ailleurs, un même geste peut avoir des significations différentes voir opposées dans des cultures différentes. Par exemple, aux États-Unis un pouce levé est utilisé comme un signal qui signifie l’approbation souvent accompagné d'un "OK". En Grèce, le même signe est employé comme une insulte.

pouce levé

- Les règles et conventions : Les différences interculturelles dans les règles qui régissent le comportement interpersonnel constituent une autre source de difficulté dans la communication interculturelle[64]. Par exemple, les règles concernant la ponctualité varient d’une culture à l’autre (Argyle, 1982[34]; Brein & David, 1971[65]; Collett, 1994[66]). LeVine, West & Reis (1980)[67] ont mis en lumière le fait que les Américains considèrent une personne qui n’arrive jamais en retard à un rendez-vous comme plus efficace qu’une personne qui est occasionnellement en retard. Exactement à l’opposé du Brésil où arriver en retard à un rendez-vous est un indicateur de succès.
- Formules pour s’adresser à quelqu’un: Les formules de déférence varient entre les cultures, principalement pour savoir s’il faut utiliser le prénom, le nom ou le titre. Par exemple, les Allemands sont prompts à s'offenser s’ils pensent qu'ils ne sont pas traités correctement. Ainsi, en Allemagne l'accent est mis sur les titres, et un homme avec deux doctorats sera appelé « Herr Doktor Doktor »[66]. Les titres sont toujours utilisés lors de l'introduction de personnes dans des pays comme l'Allemagne et l'Italie, souvent pour transmettre la profession et le statut éducatif de la personne[68].

### Étude du choc culturel

#### Théorie de l’accommodation communicationnelle en matière interculturelle – Cindy Gallois
La théorie de l’accommodation de la communication (Communication Accommodation Theory (CAT)), fondée par Howard Giles (1973) explique la dynamique des interactions interculturelles en intégrant les éléments des stratégies de communication, de la motivation des participants et de l’appartenance à un groupe. Il émet l'hypothèse selon laquelle les personnes qui communiquent vont mettre en œuvre une des trois stratégies suivantes :
1. Converger vers le partenaire de conversation, c’est-à-dire rendre semblables des aspects du discours en vue de s’identifier à l’autre personne et/ou obtenir l’approbation de la personne.
2. Diverger par rapport au contenu et au style du partenaire de manière à se distinguer de l'autre.
3. Maintenir son propre style, ce qui correspond généralement à la divergence.

Les études qui ont suivi ce modèle et qui l'ont développé, ont inclus la motivation qu'ont les orateurs, dès le début d'une interaction, à converger ou diverger. Les stratégies d'Howard sont dès lors appelées stratégies d’approximation. Les stratégies qui visent à rapprocher les participants sont appelées accommodation, alors que celles visant à mettre l'accent sur les différences interpersonnelles ou intergroupes sont appelées non-accommodation. Les éléments spécifiques incluent le fait de prendre (ou de ne pas prendre) en compte les aptitudes et les compétences du partenaire, la gestion du discours, (qui laisse ou ne laisse pas au partenaire le choix des sujets et la manière avec laquelle ils doivent être traités) et la sensibilité interpersonnelle à des questions telles que l'utilisation de titres honorifiques. Le modèle est dynamique dans le sens où la conversation est constituée d'un cycle de réactions continues de chacun des orateurs. Ces réactions dépendent du comportement de l'autre, bien que la trajectoire générale ait un objectif particulier.
Cynthia Gallois (1988) et ses collègues ont étendu ce modèle au contexte spécifique de la communication interculturelle. Les composantes supplémentaires qui ont été prises en compte comprennent d’une part le fait de savoir si les personnes considèrent la rencontre comme étant essentiellement interpersonnelle ou intergroupe, et d’autre part le fait de connaitre la nature de la situation et son contexte, par exemple savoir si elle est menaçante ou bénigne. La pertinence de cette théorie est qu'elle met l'accent sur l'accommodation en tant que facteur déterminant de l'harmonie du contact intergroupe. L'autre contribution de la théorie de l’accommodation de la communication est la distinction entre les déterminants interpersonnels et intergroupes de l’accommodation. L’accommodation basée sur l'appartenance à un groupe est susceptible d'affecter un plus grand nombre de comportements à long terme, tels que les réseaux sociaux des nouveaux arrivants, l’acquisition du langage, et, finalement, de l’identité culturelle. L’accommodation interpersonnelle est susceptible de fonctionner de manière plus importante au niveau des comportements spécifiques, tels que le geste, le regard, et la proximité.

#### Théorie de l’apprentissage culturel – Oberg
Le terme de « choc culturel » fut introduit pour la première fois par l’anthropologue (K. Oberg) en 1954 à la suite de l’étude d’immigrants résidant en pays étrangers. Selon lui, le « choc culturel » fait référence à la désorientation psychologique subie lorsqu’un individu se retrouve de manière soudaine dans un environnement culturel différent du sien. Cette désorientation psychologique résulterait, selon Oberg, de l’absence ou de la distorsion d’indices familiers, à la fois environnementaux et sociaux, dans l'interaction sociale. Oberg (1960) n'a pas précisé la nature ou les limites de ces indices dans sa formulation originale de l'hypothèse du choc culturel. Cependant, il développa un modèle du choc culturel, «l'approche de l'apprentissage culturel» dans lequel quatre phases sont mises en avant . Bien que de nombreux modèles théoriques du choc culturel (Oberg, 1954; Bennet, 1993; Levine & Adelman, 1993; Winkelman, 1994) existent, ces phases sont relativement les mêmes dans tous les modèles postérieurs:
1. La lune de miel met l’accent sur les réactions initiales d’euphorie, d’enchantement, de fascination et d’enthousiasme.
2. La crise est caractérisée par des sentiments d’inadéquation, de frustration, d’anxiété et de colère.
3. La récupération inclut la résolution de crise et l’apprentissage de la culture.
4. L’ajustement reflète la jouissance et la fonctionnalité de compétences dans le nouvel environnement.

Toute personne vivant à l’étranger – et quelle que soit la durée de son séjour – subit avec plus ou moins d’intensité les effets du choc culturel. Prenons le cas d'un étudiant qui participe à un programme d’échange et qui va baigner dans une culture nouvelle pendant un certain laps de temps. Et voyons comment les trois phases peuvent être vécues. Selon les circonstances, la phase de lune de miel peut s’étendre aux premiers jours, aux premières semaines, voire aux six premiers mois du séjour. L’étudiant aura un sentiment de curiosité provoqué par la nouveauté. Ensuite, la crise se déclenchera lorsque l’étudiant prendra conscience que certains des aspects qui au début l’avaient conquis, entament à présent sa confiance en lui. Il peut s’agir de la différence de langue, de la façon de se comporter, de l’idéologie surtout. L’individu perçoit que les comportements diffèrent et se sent en exil. Intervient alors la phase de récupération lors de laquelle l’étudiant surmontera la crise, approfondit sa connaissance de la langue et élargit le cercle de ses connaissances, il s’ouvrira alors à la nouvelle culture. Certes, toutes les difficultés ne seront pas résolues pour autant, certaines demeureront mais l’étudiant y parviendra peu à peu. Dans cette phase il reprendra confiance en lui. Enfin, au cours de la phase d’ajustement l’individu sera capable de s’exprimer sans difficulté et il acceptera les usages de la nouvelle culture.
Avant les travaux de Oberg, des études empiriques avaient également suggérées que l'arrivée dans un nouveau milieu culturel commençait de manière positive. Dans une étude transversale fréquemment citée, Lysgaard (1955) a proposé une courbe en U de l'ajustement basée sur son étude empirique des boursiers Fulbright scandinaves aux États-Unis. Il a indiqué que les étudiants qui avaient résidé aux États-Unis entre 6 et 18 mois étaient significativement moins adaptés que ceux qui y étaient depuis moins de 6 mois ou plus de 18 mois. L'hypothèse de la courbe en U a été complétée par Gullahorn et Gullahorn (1963) qui ont soutenu que la courbe d'ajustement se répétait en cas de réintroduction au sein de l'environnement domestique.

#### Théorie des chocs culturels – Margalit Cohen-Emerique

##### Théorie
Margalit Cohen-Emerique étudie les difficultés que rencontrent les travailleurs sociaux dans leurs interventions auprès des migrants et de leurs enfants, en France, dans plusieurs pays européens et au Québec. En effet, elle envisage les problèmes rencontrés par ces professionnels du champ de l’interculturel.
Selon Cohen-Emerique, la rencontre interculturelle peut provoquer un choc. L’auteur définit le choc culturel comme une « réaction de dépaysement, de frustration, de rejet, de révolte et d'anxiété, en un mot une situation émotionnelle et intellectuelle qui apparait chez les personnes qui, placées par occasion ou profession hors de leur contexte socioculturel, se trouvent engagées dans l'approche de l'étranger, ce choc est un moyen important de prise de conscience de sa propre identité sociale dans la mesure où il est repris et analysé ».
Afin de les aider, elle a créé la méthode des « chocs culturels », également nommée « méthode des incidents critiques ».
En effet, chacun construit son identité à travers son histoire personnelle et collective. Cette structure identitaire présente des zones qui, lorsqu’elles sont atteintes, provoquent des sentiments de malaise, de gêne, d’inquiétude ou de révolte voir de stress et d’angoisse. Cohen-Emerique (1989) les appelle les zones sensibles. Selon l'auteur, elles peuvent être heurtées par un incident (comportement, attitude ou paroles) qui constituent des chocs.
Cohen-Emerique a répertorié sept zones sensibles qui bloquent le processus de reconnaissance de l’altérité : la perception différentielle du corps, de l’espace et du temps, de la structure du groupe familial et de l’individu (type de famille, système de parenté, rôles masculins et féminin, socialisation des enfants), de la sociabilité (dons, échanges, hospitalité, etc.), des demandes d’aide que le migrant adressent au professionnel, des rites et des croyances magico-religieuses qui accompagnent les moments les plus importants de la vie d’un individu, et les représentations du changement culturel.
La méthode des chocs culturels consiste à demander aux travailleurs sociaux de relater, par écrit, une situation critique vécue, de préférence en situation professionnelle. Cette situation est ensuite discutée et analysée afin de faire émerger les incompréhensions, les chocs culturels et de les expliquer.
La méthode de Cohen-Emerique suppose que pour chaque incident critique, il y a lieu de répondre aux questions suivantes :
1. Qui sont les acteurs en présence dans la situation interculturelle, leurs identités (âge, sexe, origine, profession, etc.) ? Leurs types de rapports et les rapports entre les groupes d’appartenance ? En quoi sont-ils proches et en quoi sont-ils éloignés ?
2. La situation dans laquelle se déroule la scène (contexte physique, social, professionnel, psychologique, etc.)
3. La réaction de choc : sentiments vécus et éventuellement les comportements qu’elle a suscités.
4. Les représentations, les valeurs, les normes, les conceptions, les préjugés… tout ce qui constitue le cadre de références de la personne qui a vécu le choc.
5. Quelle image se dégage de l’analyse du point 4 concernant la ou les personnes qui ont déclenché le choc (neutre, légèrement négative, légèrement ridicule, négative, très négative, « stigmatisation », positive, très positive, réelle, irréelle…) ?
6. Les représentations, les valeurs, les normes, les préjugés…tout ce qui constitue le cadre de référence de la personne ou du groupe qui est à l’origine du choc ayant provoqué le choc chez le narrateur.
7. L'incident critique pose-t-il un problème de fond concernant soit la pratique professionnelle, soit de façon générale le respect des différences en situation interculturelle ? Peut-on faire quelques propositions pour résoudre cette situation ?

Selon Cohen-Emerique, la prise en compte du contexte est nécessaire : l’incident critique relaté doit être replacé dans le contexte dans lequel il est apparu. Étant donné que les différences culturelles varient en fonction du contexte, seul ce dernier peut faire apparaître une signification (Mucchielli, 1996; Laperrière, 1997).

##### Exemple d’incident critique et application de la grille d’analyse[80]
Une éducatrice travaillant dans une halte-garderie dont le personnel est sensibilisé à la diversité culturelle raconte :

« Une maman vietnamienne accompagne sa fille âgée de 4 ans ; il est 7h30 à l’ouverture de la halte-garderie. L’enfant pleure, ne veut pas entrer. La maman insiste par la parole (en vietnamien), puis la pousse à l’intérieur de la salle, lui demandant de se taire. L’enfant pleure toujours. Accroupie devant elle, la maman, le doigt levé la menace, l’obligeant à se taire pour ne pas déranger les autres. L’enfant pleure toujours, la maman se rapproche d’elle et lui tape sur la main en lui disant de se taire. Elle le fait plusieurs fois ; l’enfant essaie de retenir ses pleurs. La maman continue à taper la main, l’enfant à se retenir. Puis l’enfant parvient à pleurer en silence. La maman se tourne vers moi : "elle est fatiguée, elle a sommeil, c’est pour cela qu’elle pleure". »

- Pour la première question, il ressortira les éléments suivants :
  - éducatrice : femme, 45 ans, mariée, 3 enfants, nationalité française, classe moyenne, langue, tendance politique, etc.
  - Madame : femme, 30 ans, mariée, 2 enfants, langue, habitation, etc.
  - rapports en cause : rapport professionnel, Viêt Nam est une ancienne colonie française, toutes deux femmes et mères, deux langues différentes, etc.
- Pour la deuxième question, on fera référence à la crèche, sa localisation, l’emplacement spatial de chaque personne, la posture, etc.
- Pour la troisième question, il sera question des sentiments, notamment d’impuissance de l’éducatrice, de la souffrance vis-à-vis de la mère et de l’enfant, de l’incompréhension de l’insistance de la mère, etc.
- Pour la quatrième question, il ressortira que dans le cadre professionnel, la punition physique n’est pas acceptable, qu’il est normal qu’un enfant de cet âge exprime ses émotions, que l’entrée à la crèche est un moment douloureux, etc.
- Pour la cinquième question, l’éducatrice prendra conscience que l’image qu’elle a construit de la mère était plutôt négative sans rien connaitre d’elle.
- Pour la sixième question, il s’agira de poser des hypothèses pour expliquer l’attitude de la mère et ensuite, si cela est possible, d’aller chercher confirmation ou infirmation.
- Pour la septième question, il sera rappelé que toutes les sociétés ont des modes de socialisation mais avec des pratiques différentes. Malgré le choc, la professionnelle pourra s’en sortir en utilisant une observation fine des mimiques et des gestes de la mère, de l’enfant et de leurs interactions ainsi qu’une prise de distance.

### Gestion du choc culturel

#### Introduction: l’approche interculturelle de Cohen-Emerique
Compte tenu des nombreux obstacles d’ordre culturel que rencontrent les travailleurs sociaux, Cohen-Emerique (1996) suggère de développer chez ces professionnels une méthode de communication qu’elle appelle l’approche interculturelle. Cette approche comporte trois étapes : la décentration, le cadre de référence de l’autre et la médiation/négociation interculturelle.

#### La décentration
Cette première étape guide les deux autres. Elle consiste à prendre conscience de son propre mode de fonctionnement, de son système de valeur, de ses représentations, de son cadre de référence. C’est le contact avec l’autre qui révèle à l’individu les fondements de sa propre culture et de ses zones sensibles.

#### Le cadre de référence de l’autre
Cette seconde étape permet de s’intéresser à l’autre dans une attitude d’ouverture, de curiosité pour découvrir ce qui donne sens et valeur à l’autre, ce qui fonde ses rôles, ses statuts, ses croyances. Elle permet de « pénétrer dans le système de l’autre, le connaître du dedans ».
Selon l’auteur, cette étape, en accumulant des connaissances sur l’autre, permet de s’ouvrir à la culture de l’autre, de mieux cerner son cadre culturel.

#### La négociation interculturelle
Selon Cohen Emerique (2011), les professionnels ne peuvent se limiter aux deux premières étapes de l'approche interculturelle. La négociation interculturelle, troisième et dernière étape, est plus spécifiquement destinée aux intervenants sociaux. Elle s'inscrit dans la phase de résolution des conflits entre les codes culturels des acteurs en présence.
Lorsque les codes culturels du professionnel et de l’aidé sont en opposition ou en conflit, la démarche de négociation va permettre, selon l’auteur (2011), d’aboutir ensemble, par le dialogue et l’échange, à une entente et à un compromis acceptable à la fois pour le travailleur social et pour le migrant.
Cette démarche peut être effectuée par le travailleur social ou par un médiateur.
Avant de s’engager dans une négociation, Cohen-Emerique met l’accent sur quatre préalables : 
1. Reconnaître qu’il y a conflit de valeur entre la famille migrante ou un de ses membres et la société d’accueil (ou le professionnel)[80].
2. Considérer l’autre comme partenaire égal dans la recherche de solutions : selon l’auteur, il faut accorder de l’importance au pouvoir et au point de vue des migrants[84].
3. Une démarche de rapprochement qui se fait dans les deux sens, l’un vers l’autre pour permettre un changement des deux côtés[84].
4. Toute négociation doit utiliser une double grille de lecture des situations : d’une part celle des appartenances culturelles et des ruptures de ces appartenances dû à la migration et d’autre part celle des stratégies d’adaptation (ou acculturation)[80].

L'approche interculturelle de Margalit Cohen-Emerique constitue l'une des méthodes de gestion du choc culturel.